# Кандахар (провинция)
Вижте пояснителната страница за други значения на Кандахар.
Кандахар е провинция в Южен Афганистан. Административен център е град Кандахар.
Тя има площ 54 022 км² и население 886 000 души към 2002 г.

## Административно деление
Провинцията се подразделя на 13 околии.